# Wechmann-Plan

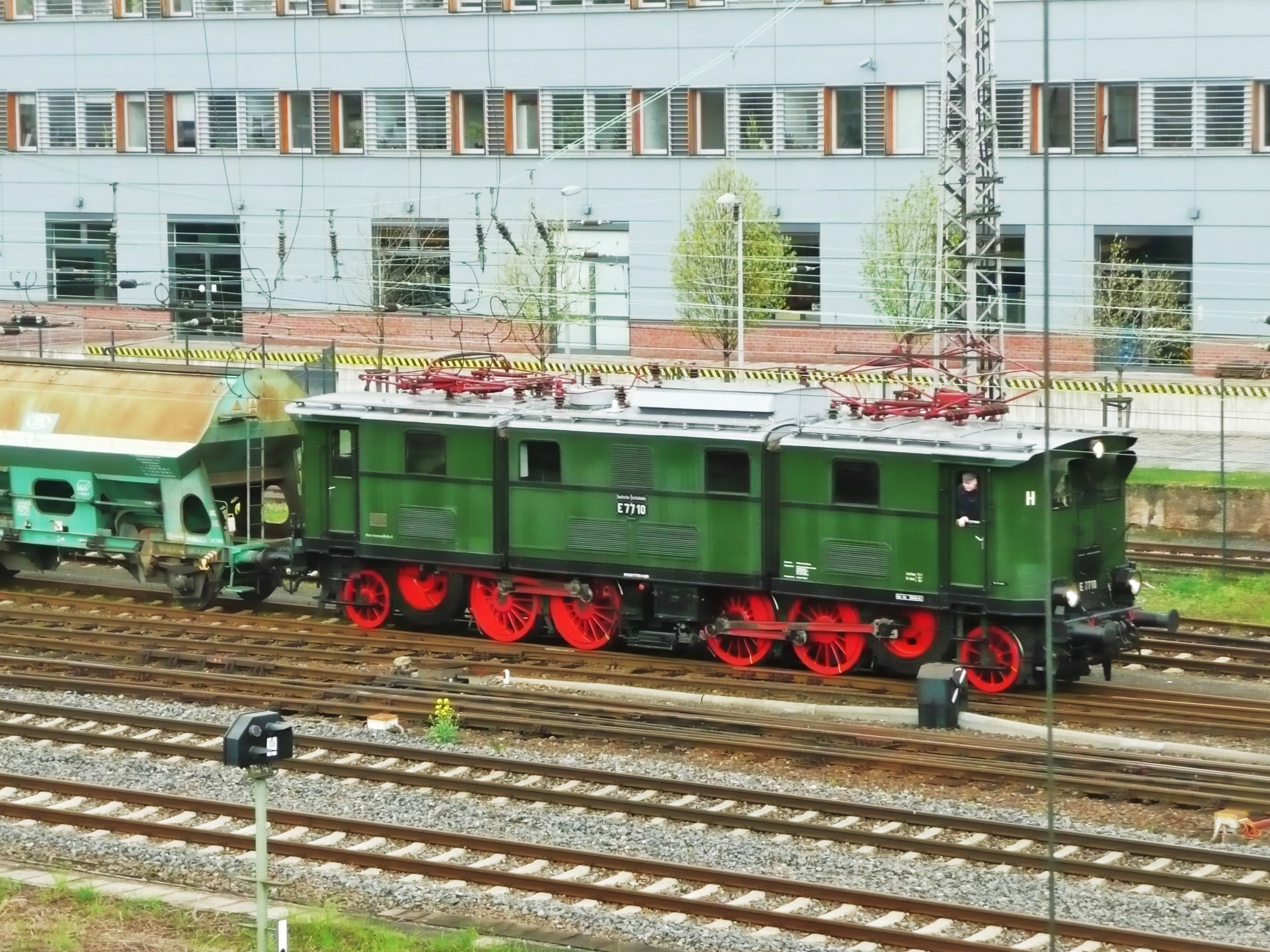
Eine der nach dem Wechmann-Plan erstellten Lokomotivbaureihen war die Baureihe E 77.10

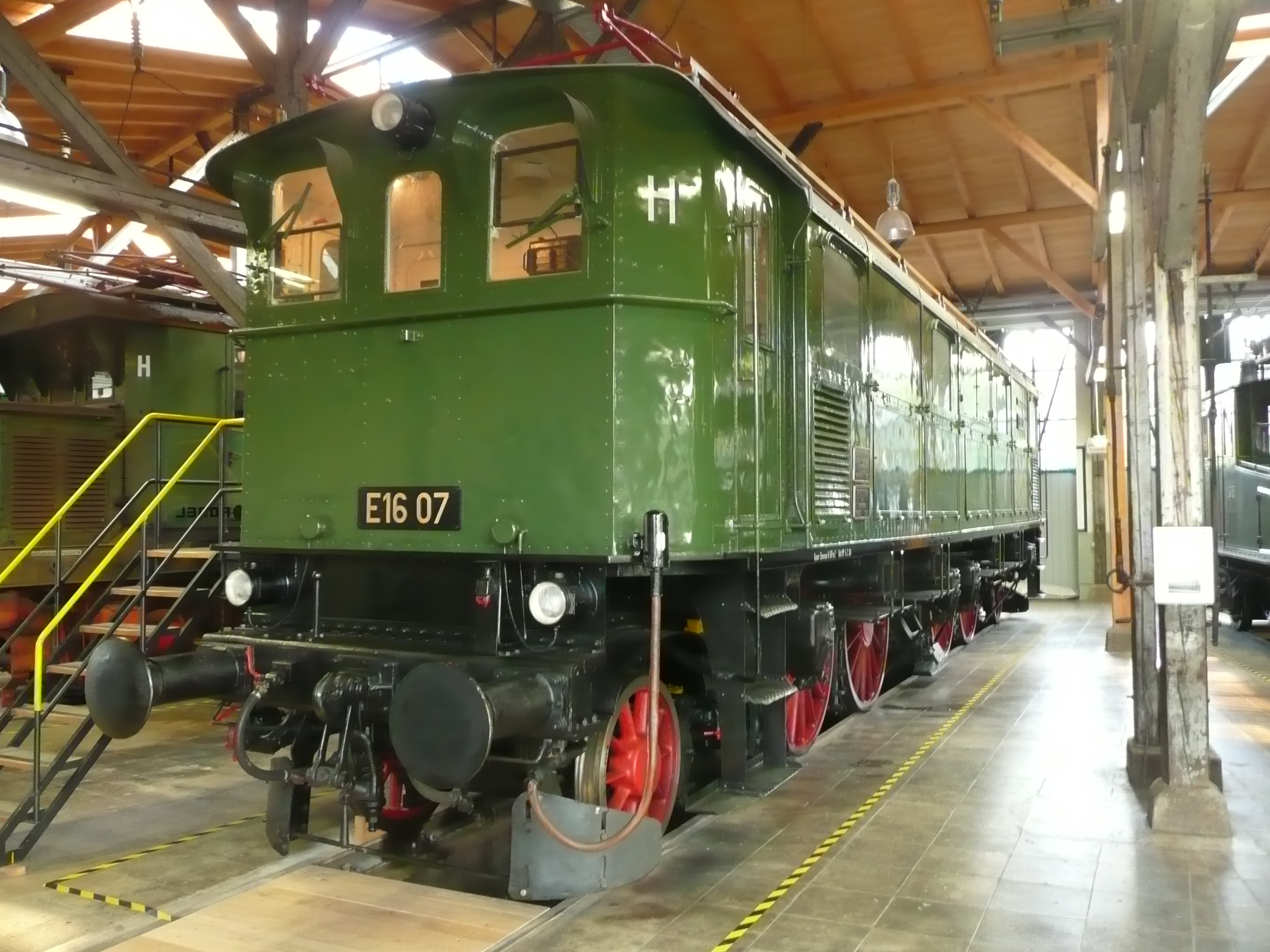
Auch die Lokomotiven der Baureihe E 16 waren Wechmann-Plan-Lokomotiven

Der Wechmann-Plan steht für die Schaffung der ersten elektrischen Einheitslokomotiven in Deutschland. Seinen Namen erhielt er von dem zuständigen Dezernenten im neu geschaffenen Reichsbahn-Zentralamt, Wilhelm Wechmann.
Obwohl in der Literatur die Bezeichnung Einheitslokomotiven für die nach diesem Plan beschafften E-Loks nicht auftritt, trifft er doch teilweise für diese Lokomotiven zu; bei einer Gesamtanzahl von 201 gefertigten elektrischen Lokomotiven mit sieben unterschiedlichen Baureihen wurden 138 genormte Bauteile eingesetzt. Die Beschaffung der Maschinen begann im Jahr 1924 und endete, einschließlich der Nachbauten, im Jahr 1933. Da beim Bau der ersten Lokomotiven das Baureihenschema für Elektrolokomotiven noch nicht vorhanden war, erhielten die Lokomotiven zunächst Bezeichnungen nach den Schemata der ehemaligen Länderbahnen.
Terminlich wurde der Wechmann-Plan ab 1920 vollzogen, als nach dem Ersten Weltkrieg die vorher eigenständigen deutschen Länderbahnen in die Deutsche Reichseisenbahnen überführt und für den Weiterbetrieb und die Ausweitung der vor dem Krieg eröffneten elektrischen Streckennetze neue Lokomotiven benötigt wurden. Dazu wurde in sehr kurzer Zeit ein Programm zur Erzeugung elektrischer Lokomotiven aufgestellt, mit dem die vor dem Krieg gebauten Versuchslokomotiven ersetzt werden konnten.
Technisch waren die Lokomotiven des Wechmann-Planes an die erfolgreichen Konstruktionen aus der Zeit vor dem Ersten Weltkrieg wie der Preußischen EP 235 angelehnt. Die Tabellenübersicht zeigt, dass von den sieben Lokomotivbaureihen vier noch den bereits veralteten Schrägstangenantrieb, zwei den Winterthurer Schrägstangenantrieb und lediglich eine Lokomotivreihe einen Einzelachsantrieb der Bauart Buchli hatten.
|          | Lieferung | Lieferung  |                     |               | Stückzahl      | Stückzahl             | Stückzahl | Stückzahl |            |                      |
| Baureihe | erste Lok | letzte Lok | letztes Einsatzjahr | Dienst- jahre | Wechmann- Plan | Ergänzungs- lieferung | Nachbau   | gesamt    | Achsfolge  | Antrieb              |
| -------- | --------- | ---------- | ------------------- | ------------- | -------------- | --------------------- | --------- | --------- | ---------- | -------------------- |
| E 06     | 1924      | 1928       | 1945                | 21            | 5              | 2                     | 5         | 12        | 2’C2’      | Schrägstangenantrieb |
| E 16     | 1926      | 1933       | 1979                | 53            | 10             | 7                     | 4         | 21        | 1’Do1’     | Buchli-Antrieb       |
| E 32     | 1924      | 1926       | 1971                | 47            | 19             | 10                    |           | 29        | 1’C1’      | Schrägstangenantrieb |
| E 52     | 1924      | 1926       | 1972                | 48            | 35             |                       |           | 35        | 2’B B2’    | Schrägstangenantrieb |
| E 77     | 1924      | 1926       | 1967                | 43            | 37             | 19                    |           | 56        | (1’B)(B1’) | Winterthur           |
| E 79     | 1927      | 1927       | 1942                | 15            | 2              |                       |           | 2         | 2’D1’      | Schrägstangenantrieb |
| E 91     | 1924      | 1928       | 1975                | 51            | 30             | 4                     | 12        | 46        | C’C’       | Winterthur           |
|          |           |            |                     | gesamt:       | 138            | 42                    | 21        | 201       |            |                      |